# Redway
Redway is een plaats in Humboldt County in Californië in de VS.

## Geografie
Redway bevindt zich op 40°7′10″Noord, 123°49′35″West. De totale oppervlakte bedraagt 3,3 km² (1,3 mijl²) waarvan slechts 1,57% water is.

## Demografie
Volgens de census van 2000 bedroeg de bevolkingsdichtheid 367,0/km² (951,4/mijl²) en bedroeg het totale bevolkingsaantal 1188 als volgt onderverdeeld naar etniciteit:
- 89,39% blanken
- 0,17% zwarten of Afrikaanse Amerikanen
- 2,53% inheemse Amerikanen
- 0,51% Aziaten
- 0,08% mensen afkomstig van eilanden in de Grote Oceaan
- 0,76% andere
- 6,57% twee of meer rassen
- 3,62% Spaans of Latino

Er waren 543 gezinnen en 302 families in Redway. De gemiddelde gezinsgrootte bedroeg 2,19.

## Plaatsen in de nabije omgeving
De onderstaande figuur toont nabijgelegen plaatsen in een straal van 64 km rond Redway.